# Mistrzostwa Europy w Pływaniu 2000
25. Mistrzostwa Europy w Pływaniu odbyły się w Helsinkach w Finlandii pod patronatem Europejskiej Federacji Pływackiej (LEN – Ligue Européenne de Natation). Zostały one rozegrane w dniach 3–9 lipca 2000. Oprócz zawodów pływackich na krytym basenie 50-metrowym, zawodnicy rywalizowali w skokach do wody i pływaniu synchronicznym.

## Klasyfikacja medalowa
| Klasyfikacja medalowa |                 |    |    |   |     |
| Lp.                   | Państwo         | Z  | S  | B | R-m |
| 1                     | Rosja           | 15 | 3  | 4 | 22  |
| 2                     | Niemcy          | 7  | 12 | 2 | 21  |
| 3                     | Włochy          | 6  | 7  | 3 | 16  |
| 4                     | Szwecja         | 6  | 2  | 3 | 11  |
| 5                     | Ukraina         | 4  | 3  | 6 | 13  |
| 6                     | Hiszpania       | 4  | 1  | 6 | 11  |
| 7                     | Rumunia         | 3  | 6  | 5 | 14  |
| 8                     | Węgry           | 3  | 1  | 0 | 4   |
| 9                     | Francja         | 1  | 2  | 6 | 9   |
| 10                    | Słowacja        | 1  | 2  | 1 | 4   |
| 11                    | Finlandia       | 1  | 1  | 1 | 3   |
| 11                    | Szwajcaria      | 1  | 1  | 1 | 3   |
| 13                    | Polska          | 1  | 1  | 0 | 2   |
| 13                    | Białoruś        | 1  | 1  | 0 | 2   |
| 15                    | Chorwacja       | 1  | 0  | 0 | 1   |
| 16                    | Holandia        | 0  | 5  | 2 | 7   |
| 17                    | Wielka Brytania | 0  | 2  | 6 | 8   |
| 18                    | Dania           | 0  | 2  | 2 | 4   |
| 19                    | Belgia          | 0  | 1  | 2 | 3   |
| 20                    | Litwa           | 0  | 1  | 0 | 1   |
| 21                    | Czechy          | 0  | 0  | 2 | 2   |
| 22                    | Austria         | 0  | 0  | 1 | 1   |
| 22                    | Izrael          | 0  | 0  | 1 | 1   |
| 22                    | Turcja          | 0  | 0  | 1 | 1   |

### Mężczyźni
| Konkurencja:        | Złoto:                                                                                 | Czas     | Srebro:                                                                        | Czas     | Brąz:                                                                                        | Czas     |
| Styl dowolny        |                                                                                        |          |                                                                                |          |                                                                                              |          |
| Mężczyźni 50 m      | Aleksandr Popow · Rosja                                                                | 21,95    | Pieter van den Hoogenband · Holandia                                           | 22,35    | Lorenzo Vismara · Włochy                                                                     | 22,38    |
| Mężczyźni 100 m     | Aleksandr Popow · Rosja                                                                | 48,61    | Pieter van den Hoogenband · Holandia                                           | 48,77    | Lars Frölander · Szwecja                                                                     | 49,24    |
| Mężczyźni 200 m     | Massimiliano Rosolino · Włochy                                                         | 1:47,31  | Pieter van den Hoogenband · Holandia                                           | 1:47,62  | Paul Palmer · Wielka Brytania                                                                | 1:49,54  |
| Mężczyźni 400 m     | Emiliano Brembilla · Włochy                                                            | 3:48,56  | Dragoș Coman · Rumunia                                                         | 3:48,69  | Paul Palmer · Wielka Brytania                                                                | 3:50,97  |
| Mężczyźni 1,500 m   | Ihor Czerwynśkyj · Ukraina                                                             | 15:05,31 | Emiliano Brembilla · Włochy                                                    | 15:06,42 | Dragoș Coman · Rumunia                                                                       | 15:10,97 |
| Styl grzbietowy     |                                                                                        |          |                                                                                |          |                                                                                              |          |
| Mężczyźni 50 m      | Stev Theloke · Niemcy                                                                  | 25,60    | Darius Grigalionis · Litwa                                                     | 25,61    | David Ortega · Hiszpania                                                                     | 26,00    |
| Mężczyźni 100 m     | David Ortega · Hiszpania                                                               | 55,50    | Wołodymyr Nikołajczuk · Ukraina                                                | 55,64    | Derya Büyükuncu · Turcja                                                                     | 55,84    |
| Mężczyźni 200 m     | Gordan Kožulj · Chorwacja                                                              | 1:58,62  | Emanuele Merisi · Włochy                                                       | 2:00,02  | Yoab Gath · Izrael                                                                           | 2:00,32  |
| Styl klasyczny      |                                                                                        |          |                                                                                |          |                                                                                              |          |
| Mężczyźni 50 m      | Mark Warnecke · Niemcy                                                                 | 27,75    | Ołeh Lisohor · Ukraina                                                         | 27,81    | Remo Lütolf · Szwajcaria                                                                     | 27,91    |
| Mężczyźni 100 m     | Domenico Fioravanti · Włochy                                                           | 1:02,02  | Jarno Pihlava · Finlandia                                                      | 1:02,07  | Dmitrij Komornikow · Rosja                                                                   | 1:02,11  |
| Mężczyźni 200 m     | Dmitrij Komornikow · Rosja                                                             | 2:13,09  | Domenico Fioravanti · Włochy                                                   | 2:14,87  | Maxim Podoprigora · Austria                                                                  | 2:15,07  |
| Styl motylkowy      |                                                                                        |          |                                                                                |          |                                                                                              |          |
| Mężczyźni 50 m      | Jere Hárd · Finlandia                                                                  | 23,88    | Lars Frölander · Szwecja                                                       | 23,96    | Mark Foster · Wielka Brytania                                                                | 24,02    |
| Mężczyźni 100 m     | Lars Frölander · Szwecja                                                               | 52,23    | Thomas Rupprath · Niemcy                                                       | 53,38    | James Hickman · Wielka Brytania                                                              | 53,44    |
| Mężczyźni 200 m     | Anatolij Poliakow · Rosja                                                              | 1:56,73  | James Hickman · Wielka Brytania                                                | 1:58,44  | Ioan Gherghel · Rumunia                                                                      | 1:58,54  |
| Styl zmienny        |                                                                                        |          |                                                                                |          |                                                                                              |          |
| Mężczyźni 200 m     | Massimiliano Rosolino · Włochy                                                         | 2:00,62  | Christian Keller · Niemcy                                                      | 2:02,02  | Xavier Marchand · Francja                                                                    | 2:02,06  |
| Mężczyźni 400 m     | István Batházi · Węgry                                                                 | 4:18,51  | Cezar Badita · Rumunia                                                         | 4:19,42  | Johann Le Bihan · Francja                                                                    | 4:20,50  |
| Styl dowolny        |                                                                                        |          |                                                                                |          |                                                                                              |          |
| Mężczyźni 4 × 100 m | Denis Pimankow · Dimitrij Czernyszew · Andriej Kaprałow · Aleksandr Popow · Rosja      | 3:18,75  | Stefan Herbst · Lars Conrad · Christian Tröger · Stephan Kunzelmann · Niemcy   | 3:19,16  | Romain Romain · Nicolas Kintz · Hugo Viart · Frederick Bousquet · Francja                    | 3:20,37  |
| Mężczyźni 4 × 200 m | Emiliano Brembilla · Mateo Pellicari · Simone Cercato · Massimiliano Rosolino · Włochy | 7:16,52  | Micheal Kiedel · Christian Keller · Stefan Herbst · Stefan Pohl · Niemcy       | 7:18,96  | Martijn Zuujdweg · Marcel Wouda · Mark van den Zijden · Pieter van den Hoogenband · Holandia | 7:19,91  |
| Styl zmienny        |                                                                                        |          |                                                                                |          |                                                                                              |          |
| Mężczyźni 4 × 100 m | Władysław Aminow · Dmitrij Komornikow · Dimitrij Czernyszew · Aleksandr Popow · Rosja  | 3:39,29  | Mattias Ohlin · Martin Gustavsson · Lars Frölander · Stefan Nystrand · Szwecja | 3:40,43  | Wołodymyr Nikołajczuk · Ołeh Lisohor · Andrij Serdinow · Paweł Chnykin · Ukraina             | 3:40,91  |

## Otwarty akwen

### Rezultaty
| Konkurencja:    | Złoto:                   | Punkty    | Srebro:                  | Punkty    | Brąz:                  | Punkty    |
| Mężczyźni 5 km  | Luca Baldini · Włochy    | 55:13,1   | Fabio Venturini · Włochy | 55:16,4   | David Meca · Hiszpania | 55:35,3   |
| Mężczyźni 25 km | Stéphane Lecat · Francja | 5:05:22,5 | David Meca · Hiszpania   | 5:05:28,9 | Fabio Fusi · Włochy    | 5:06:25,5 |

### Kobiety
| Konkurencja:      | Złoto:                                                                                 | Czas    | Srebro:                                                                       | Czas    | Brąz:                                                                         | Czas    |
| Styl dowolny      |                                                                                        |         |                                                                               |         |                                                                               |         |
| Kobiety 50 m      | Therese Alshammar · Szwecja                                                            | 24,44   | Wilma van Rijn · Holandia                                                     | 25,46   | Olha Mukomoł · Ukraina                                                        | 25,54   |
| Kobiety 100 m     | Therese Alshammar · Szwecja                                                            | 54,41   | Martina Moravcová · Słowacja                                                  | 54,45   | Mette Jacobsen · Dania                                                        | 55,31   |
| Kobiety 200 m     | Natalia Baranowska · Białoruś                                                          | 1:59,51 | Martina Moravcová · Słowacja                                                  | 2:00,08 | Camelia Potec · Rumunia                                                       | 2:00,32 |
| Kobiety 400 m     | Jana Kłoczkowa · Ukraina                                                               | 4:09,41 | Natalia Baranowska · Białoruś                                                 | 4:11,37 | Camelia Potec · Rumunia                                                       | 4:11,76 |
| Kobiety 800 m     | Flavia Rigamonti · Szwajcaria                                                          | 8:29,16 | Chantal Strasser · Szwajcaria                                                 | 8:31,36 | Kirsten Vlieghuis · Holandia                                                  | 8:37,94 |
| Styl grzbietowy   |                                                                                        |         |                                                                               |         |                                                                               |         |
| Kobiety 50 m      | Nina Zhivanevskaya · Hiszpania                                                         | 28,76   | Diana Mocanu · Rumunia                                                        | 28,85   | Ivona Hlavácková · Białoruś                                                   | 29,18   |
| Kobiety 100 m     | Nina Zhivanevskaya · Hiszpania                                                         | 1:01,02 | Diana Mocanu · Rumunia                                                        | 1:01,54 | Louise Ørnstedt · Dania                                                       | 1:01,88 |
| Kobiety 200 m     | Nina Zhivanevskaya · Hiszpania                                                         | 2:09,53 | Diana Mocanu · Rumunia                                                        | 2:11,62 | Antje Buschschulte · Niemcy                                                   | 2:12,04 |
| Styl klasyczny    |                                                                                        |         |                                                                               |         |                                                                               |         |
| Kobiety 50 m      | Ágnes Kovács · Węgry                                                                   | 31,68   | Zoë Baker · Wielka Brytania                                                   | 32,00   | Sylvia Gerasch · Niemcy                                                       | 32,02   |
| Kobiety 100 m     | Ágnes Kovács · Węgry                                                                   | 1:08,38 | Sylvia Gerasch · Niemcy                                                       | 1:09,28 | Switłana Bondarenko · Ukraina                                                 | 1:09,81 |
| Kobiety 200 m     | Beatrice Câșlaru · Rumunia                                                             | 2:26,76 | Ágnes Kovács · Węgry                                                          | 2:26,85 | Karine Bremond · Francja                                                      | 2:28,20 |
| Styl motylkowy    |                                                                                        |         |                                                                               |         |                                                                               |         |
| Kobiety 50 m      | Anna-Karin Kammerling · Szwecja                                                        | 26,40   | Karen Egdal · Dania                                                           | 26,97   | Martina Moravcová · Słowacja                                                  | 26,98   |
| Kobiety 100 m     | Martina Moravcová · Słowacja                                                           | 58,72   | Otylia Jędrzejczak · Polska                                                   | 58,97   | Johanna Sjöberg · Szwecja                                                     | 59,29   |
| Kobiety 200 m     | Otylia Jędrzejczak · Polska                                                            | 2:08,63 | Mette Jacobsen · Dania                                                        | 2:08,77 | Mireia García · Hiszpania                                                     | 2:10,44 |
| Styl zmienny      |                                                                                        |         |                                                                               |         |                                                                               |         |
| Kobiety 200 m     | Jana Kłoczkowa · Ukraina · Beatrice Câșlaru · Rumunia                                  | 2:12.57 |                                                                               |         | Sue Rolph · Wielka Brytania                                                   | 2:15,82 |
| Kobiety 400 m     | Jana Kłoczkowa · Ukraina                                                               | 4:39,78 | Beatrice Câșlaru · Rumunia                                                    | 4:41,64 | Yseult Gervy · Belgia                                                         | 4:46,15 |
| Styl dowolny      |                                                                                        |         |                                                                               |         |                                                                               |         |
| Kobiety 4 × 100 m | Louise Jöhncke · Johanna Sjöberg · Anna-Karin Kammerling · Therese Alshammar · Szwecja | 3:42,38 | Luisa Striani · Sara Parise · Cecilia Vianini · Cristina Chiuso · Włochy      | 3:45,31 | Nina van Koeckhoven · Liesbet Dressen · Sofie Goffin · Tine Bossuyt · Belgia  | 3:46,42 |
| Kobiety 4 × 200 m | Camelia Potec · Simona Păduraru · Ioana Diaconescu · Beatrice Câșlaru · Rumunia        | 8:03,17 | Luisa Striani · Cecilia Vianini · Sara Parise · Sara Goffi · Włochy           | 8:08,14 | Solenne Figuès · Leatitia Choux · Katarine Quelennec · Alicia Bozon · Francja | 8:08,30 |
| Styl zmienny      |                                                                                        |         |                                                                               |         |                                                                               |         |
| Kobiety 4 × 100 m | Therese Alshammar · Emma Igelström · Johanna Sjöberg · Louise Jöhncke · Szwecja        | 4:06,00 | Sofie Wolfs · Brigitte Becue · Fabienne Dufour · Nina van Koeckhoven · Belgia | 4:09,52 | Raluca Udroiu · Beatrice Câșlaru · Diana Mocanu · Camelia Potec · Rumunia     | 4:10,05 |

## Otwarty akwen

### Rezultaty
| Konkurencja:  | Złoto:                | Punkty    | Srebro:                   | Punkty    | Brąz:                      | Punkty    |
| Kobiety 5 km  | Peggy Büchse · Niemcy | 1:00:26,6 | Britta Kamrau · Niemcy    | 1:00:40,9 | Jana Pechanová · Czechy    | 1:00:41,6 |
| Kobiety 25 km | Peggy Büchse · Niemcy | 5:22:11,1 | Edith van Dijk · Holandia | 5:24:47,0 | Valeria Caspirini · Włochy | 5:24:52,7 |

## Skoki do wody
| Konkurencja:             | Złoto:                                      | Punkty | Srebro:                                              | Punkty | Brąz:                                           | Punkty |
| Skoki Indywidualne       |                                             |        |                                                      |        |                                                 |        |
| Mężczyźni 1 m Trampolina | Alexander Mensch · Niemcy                   | 370,53 | Dimitrij Bajbakow · Rosja                            | 363,00 | Joona Puhakka · Finlandia                       | 347,16 |
| Kobiety 1 m Trampolina   | Wiera Iljina · Rosja                        | 275,28 | Heike Fischer · Niemcy                               | 256,83 | Natalia Umyskowa · Rosja                        | 252,00 |
| Mężczyźni 3 m Trampolina | Dmitrij Sautin · Rosja                      | 681,48 | Stefan Ahrens · Niemcy                               | 641,94 | Aleksandr Dobroskok · Rosja                     | 634,59 |
| Kobiety 3 m Trampolina   | Julija Pachalina · Rosja                    | 578,37 | Dörte Lindner · Niemcy                               | 528,72 | Anna Lindberg · Szwecja                         | 523,77 |
| Mężczyźni 10 m Platforma | Dimitrij Sautin · Rosja                     | 710,07 | Heiko Meyer · Niemcy                                 | 635,97 | Igor Łukaszin · Rosja                           | 634,98 |
| Kobiety 10 m Platforma   | Swietłana Timoszina · Rosja                 | 482,34 | Ute Wetzig · Niemcy                                  | 476,73 | Jelena Żupina · Rosja                           | 475,86 |
| Skoki Synchroniczne      |                                             |        |                                                      |        |                                                 |        |
| Mężczyźni 3 m Trampolina | Tobias Schellenberg · Andreas Wels · Niemcy | 331,98 | Aleksandr Dobroskok · Dmitrij Sautin · Rosja         | 328,56 | Rafael Álvarez · José Miguel Gil · Hiszpania    | 293,46 |
| Kobiety 3 m Trampolina   | Wiera Iljina · Julija Pachalina · Rosja     | 312,00 | Dörte Lindner · Conny Schmalfuss · Niemcy            | 272,52 | Ganna Sorokina · Jelena Żupina · Rosja          | 263,88 |
| Mężczyźni 10 m Platforma | Igor Łukaszin · Dimitrij Sautin · Rosja     | 323,46 | Aleksander Skrypnik · Roman Wołodkow · Rosja         | 292,74 | Leon Taylor · Pete Waterfield · Wielka Brytania | 280,20 |
| Kobiety 10 m Platforma   | Anke Piper · Ute Wetzig · Niemcy            | 268,05 | Jewgenija Olszewska · Switłana Timoszinina · Ukraina | 265,20 | Olga Leonowa · Jelena Żupina · Rosja            | 246,54 |

## Synchronizacja

### Rezultaty
| Konkurencja: | Złoto:                                    | Punkty | Srebro:                                  | Punkty | Brąz:                                     | Punkty |
| Solo         | Olga Brusnikina · Rosja                   | 99,200 | Virgine Dedieu · Francja                 | 98,080 | Gemma Mengual · Hiszpania                 | 96,240 |
| Dwójki       | Olga Brusnikina · Maria Kisielewa · Rosja | 99,360 | Virgine Dedieu · Myriam Lignot · Francja | 97,160 | Gemma Mengual · Paolo Tirados · Hiszpania | 96,080 |
| Drużynowo    | Rosja · Rosja                             | 99,520 | Włochy · Włochy                          | 97,480 | Francja · Francja                         | 97,000 |